# Ouedia
Ouedia Bosmans & Abrous, 1992 è un genere di ragni appartenente alla famiglia Linyphiidae.

## Distribuzione
L'unica specie oggi attribuita a questo genere è stata rinvenuta in alcuni stati europei e africani, in particolare Portogallo, Francia, Italia, Corsica, Algeria e Tunisia.

## Tassonomia
Gli esemplari denominati Trichopterna rufithorax (Simon, 1881) sono un sinonimo anteriore di Pelecopterna Wunderlich, 1995, e anche la stessa specie tipo.
A dicembre 2011, si compone di una specie:
- Ouedia rufithorax (Simon, 1881)[4] — Francia, Corsica, Algeria, Italia, Tunisia, Portogallo